# راکوونیک
راکوونیک (به چکی: Rakovník) یک منطقهٔ مسکونی و شهرستان دارای شهرک سابقاً روستا در جمهوری چک است که در ناحیه راکوونیک واقع شده‌است. راکوونیک ۱۶٬۰۲۴ نفر جمعیت دارد.

## خواهرخوانده
شهرهای دیزنباخ، ایسترا، ویرت، کرالوسکی خلمتس و Kościan خواهرخوانده‌های راکوونیک هستند.